# کنفرانس سانرمو

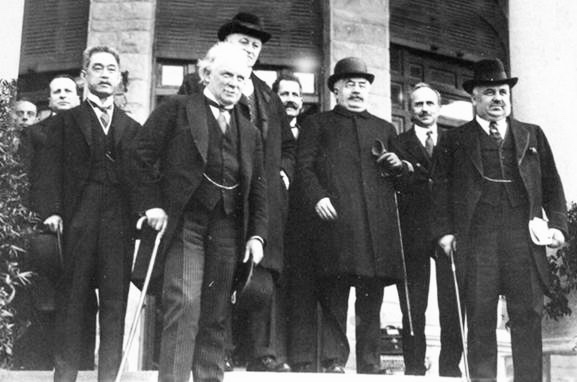
نمایندگان در کنفرانس

کنفرانس سانرمو کنفرانسی است که از ۱۹ تا ۲۶ آوریل ۱۹۲۰ میلادی در شهر سانرمو، ایتالیا با حضور، نخست وزیران، انگلستان، فرانسه و ایتالیا (دیوید لوید جورج، آلکساندر میلران و فرانچسکو نیتی)، و نمایندگانی از ژاپن، یونان و بلژیک تشکیل شد، به مطالعه مفاد قرارداد صلح با عثمانی پرداخت.

## نتیجه کنفرانس
در این کنفرانس چارچوب نهایی قرارداد صلح با عثمانی مورد توافق قرار گرفت و چنین تصمیم گرفته شد که سوریه و لبنان تحت سرپرستی فرانسه و عراق و فلسطین به شرط اجرای بیانیه بالفور، در قیمومت انگلیس قرار گیرند. به کُردها و یونانی‌های تراکیه و ساحل غربی آناتولی خودمختاری اعطا شود،کنترل یونانیان بر جزایر دریای اژه مورد تأیید قرار گرفت. دربارهٔ بدهی‌های دولت عثمانی چنین مقرر شد که کمیسیونی تشکیل و نحوه بازپرداخت دیون عثمانی توسط آن کمیسیون مشخص شود. در مورد نفت عراق هم توافق شد که فرانسه ۲۵ درصد از نفت عراق سهم ببرد. این کنفرانس دربارهٔ اعلامیه بالفور و تشکیل دولت مستقل یهودی هم به توافق رسید.

## مسئله ارمنیدر کنفرانس سانرمو
در مورد مسئله ارمنستان تصمیم به ایجاد یک دولت ارمنی شامل قسمتی از شش ولایت ارمنی ترکیه گرفتند. این طرح در یازدهم ماه مه همان سال به هیئت نمایندگی عثمانی در وزارت امور خارجه فرانسه تسلیم شد. به انضمام آن متفقین یادداشتی به امضای میلران به این مضمون برای هیئت عثمانی فرستادند:
«ارمنیان در شرایط توحش و بی رحمی بی‌سابقه‌ای قتل‌عام شده‌اند. به هنگام جنگ هنرنمایی‌های دولت عثمانی اعم از کشتار و تبعید و بدرفتاری با زندانیان از هنرنمایی‌های سابقش در این گونه تبهکاری‌ها نیز فراتر رفته است. برآورد می‌شود که از سال ۱۹۱۴ میلادی به این طرف دولت عثمانی تحت عنوان بی اساس شورش؛ بیش از یک میلیون نفر ارمنی را از زن و مرد و کودک قتل‌عام و بیش از دویست هزار یونانی و بیش از دویست هزار نفر ارمنی دیگر را نیز تبعید یا از خانه و کاشانه‌شان آواره کرده است. دولت ترکیه نه تنها به سرپیچی از انجام وظیفه خود که حمایت از اتباع غیر تُرک امپراتوری در برابر غارت و ستم و تعدی و قتل نفس باشد اکتفا نکرده، بلکه دلایل متعددی در دست است که ثابت می‌کند خود او مسئولیت رهبری و سازماندهی وحشیانه‌ترین حملات به توده‌هایی را که وظیفه حمایت از آنان را بر عهده داشته به گردن گرفته است. به همین دلیل متفقین نمی‌توانند هیچ تغییری در مورد قرارداد مربوط به ایجاد یک ارمنستان آزاد بدهند.»
لذا لوید جرج نخست وزیر انگلستان در پیامی به ویلسون خواستار ترسیم حدود ارمنستان شد و ویلسون هم حدود ارمنستان از ارزروم، ارزنجان تا ترابزون امتداد داد تا ارمنستان به دریای سیاه هم راه داشته باشد. در کنفرانس سانرمو این حدود مورد تأیید قرار گرفت. متن مورد توافق در سانرمو به طور قطعی در ۱۰ اوت ۱۹۲۰ میلادی در قالب معاهده سور به امضای دولت عثمانی رسید.